# Liste des médaillés olympiques en surf
Voici la liste des médaillés et médaillées des épreuves de surf aux Jeux olympiques depuis leur introduction au programme en 2020.

## Hommes
| Édition                        | Or                   | Argent               | Bronze               |
| ------------------------------ | -------------------- | -------------------- | -------------------- |
| Tokyo 2020 résultats détaillés | Ítalo Ferreira (BRA) | Kanoa Igarashi (JPN) | Owen Wright (AUS)    |
| Paris 2024 résultats détaillés | Kauli Vaast (FRA)    | Jack Robinson (AUS)  | Gabriel Medina (BRA) |

## Femmes
| Édition                        | Or                   | Argent                    | Bronze              |
| ------------------------------ | -------------------- | ------------------------- | ------------------- |
| Tokyo 2020 résultats détaillés | Carissa Moore (USA)  | Bianca Buitendag (RSA)    | Amuro Tsuzuki (JPN) |
| Paris 2024 résultats détaillés | Caroline Marks (USA) | Tatiana Weston-Webb (BRA) | Johanne Defay (FRA) |